# Elin Pelin (ville)
Pour les articles homonymes, voir Elin Pelin (homonymie).
Ne doit pas être confondu avec Elin Pelin (obchtina).
Elin Pelin (bulgare : Елин Пелин), anciennement Novoseltsi (bulgare : Новоселци), est une ville du centre-ouest de la Bulgarie.
La ville est le centre administratif de l'obchtina (municipalité) d'Elin Pelin, située au centre de l'oblast de Sofia. Elin Pelin est localisée dans la vallée de Sofia, à proximité des pentes du Grand Balkan au nord, de Sredna Gora au sud-sud-est et à 24 km au sud-est de la capitale du pays, Sofia.